# ヨーロッパ地中海地震学センター
ヨーロッパ地中海地震学センター（－ちちゅうかいじしんがく－；European-Mediterranean Seismological Centre : EMSC）は、ヨーロッパおよび地中海の地震調査、地震研究のための国際非営利組織。国際地震センター（International Seismological Center : ISC）の地域組織である。
大西洋中央海嶺からウラル山脈、北極海からアフリカ北部までの地域を対象とする。
類似の組織にヨーロッパ地震学連合（European Seismological Commission : ESC）がある。これは国際地震学及び地球内部物理学協会（IASPEI）の地域委員会である。

## 歴史
ヨーロッパ地震学連合の勧告により、1975年に設立された。勧告は、ヨーロッパおよび地中海地域が潜在的に地震活動の危険度が高いという考察に基づいている。勧告内容の実現のためには、被害地震について、社会を守り地震の危険性の評価を行うために、学術団体がリアルタイムに近い迅速な測定・解析を行う必要があった。より小規模の地震の震源を決定していくことも考慮されていた。この勧告は国際地震学及び地球内部物理学協会と国際測地学・地球物理学連合の支援を受けることになる。
1976年1月1日にInstitut de Physique du Globe de Strasbourgとして発足し、1983年に公式に規則が定められた。組織は国際非営利組織であり、メンバーの活動は地震学の進展のために捧げられる。この勧告の枠組みの中で、EMSCは、ヨーロッパ・地中海地域で発生する被害が想定される地震の震源決定により成り立つ地震警報システムを運用する。併せて、地震発生後1時間以内に情報を周知することとなった。
1993年12月13日にローマで開かれた臨時総会により、規則が改定され、EMSCは大きな発展を遂げることになった。同年、フランスのエソンヌ県に移転。
2009年に発生したラクイラ地震で、地震学者が刑事責任に問われる可能性が出てきた際には、地震予知が極めて困難であったこと、現時点では地震ハザードマップの整備や建物の耐震性能の向上のほうが効果があり、研究者やEMSCなどの機関もこれらに力を入れてきたことを表明し、イタリア検察の対応に抗議した。

## 参加国
中心的に活動する組織を擁する国（五十音順）
- イタリア
- スペイン
- ドイツ
- フランス

その他の国（五十音順）
- アイスランド
- アイルランド
- アゼルバイジャン
- アラブ首長国連合
- アルジェリア
- アルバニア
- アルメニア
- イエメン
- イギリス
- イスラエル
- ウクライナ
- エジプト
- オーストリア
- オランダ
- キプロス
- ギリシャ
- グルジア
- クロアチア
- コソボ
- サウジアラビア
- ジブチ
- スイス
- スウェーデン
- スロバキア
- スロベニア
- セルビア
- チュニジア
- チェコ
- デンマーク
- トルコ
- ノルウェー
- フィンランド
- ブルガリア
- ベラルーシ
- ベルギー
- ボスニア・ヘルツェゴビナ
- ポーランド
- ポルトガル
- マケドニア
- マルタ
- モナコ
- モルドバ
- モロッコ
- モンテネグロ
- ヨルダン
- リビア
- ルクセンブルク
- ルーマニア
- レバノン
- ロシア

## 活動内容
- ヨーロッパや地中海で発生した主要な地震や被害地震について、発生後1時間以内に震源を決定する。また、その情報を関係機関に伝達する。さらに、地震のパラメータや解析結果を広く伝達する。
- ヨーロッパや地中海の地震に関するデータを収集するとともに、それを国際地震センター（ISC）やアメリカ地質調査所地震情報センター（USGS-NEIC）、関係機関に提供する。
- ヨーロッパや地中海沿岸諸国における地震学研究での協力を助け、震源決定方法、地域の走時表の作成、マグニチュード計算手法など、多くの国での共通の研究テーマを発展させる。
- ヨーロッパや地中海沿岸諸国の研究室間で地震データの交換を促す。
- ヨーロッパの地震データベースとして機能することを保障する。